# Trophée Fred-A.-Huber
Le trophée Fred-A.-Huber, en anglais : Fred A. Huber trophy, était un trophée remis à l'équipe de la Ligue internationale de hockey ayant terminé la saison régulière avec le plus grand nombre de points. 
Le trophée fut à l'origine nommé le trophée J.-P.-McGuire, McGuire était alors le propriétaire d'un commerce de voiture et un commanditaire important de la LIH. Le prix changea de nom en 1954 pour prendre celui du fondateur de la ligue Fred A. Huber Jr. En septembre 2007, la United Hockey League ayant pris le nom de Ligue internationale de hockey, renomma un de ses trophées en trophée Huber pour commémorer la défunte ligue.  

## Gagnant du trophée
| Année                 | Gagnant                      | Points |
| --------------------- | ---------------------------- | ------ |
| Trophée J.-P.-McGuire |                              |        |
| 1946-1947             | Staffords de Windsor         | 37     |
| 1947-1948             | Hettche spitfires de Windsor | 39     |
| 1948-1949             | Mercurys de Toledo           | 48     |
| 1949-1950             | Sailors de Sarnia            | 55     |
| 1950-1951             | Rockets de Grand Rapids      | 84     |
| 1951-1952             | Rockets de Grand Rapids      | 64     |
| 1952-1953             | Mohawks de Cincinnati        | 90     |
| 1953-1954             | Mohawks de Cincinnati        | 96     |
| Trophée Fred-A.-Huber |                              |        |
| 1954-1955             | Mohawks de Cincinnati        | 81     |
| 1955-1956             | Mohawks de Cincinnati        | 92     |
| 1956-1957             | Mohawks de Cincinnati        | 101    |
| 1957-1958             | Mohawks de Cincinnati        | 91     |
| 1958-1959             | Rebels de Louisville         | 71     |
| 1959-1960             | Komets de Fort Wayne         | 102    |
| 1960-1961             | Millers de Minneapolis       | 102    |
| 1961-1962             | Zephyrs de Muskegon          | 88     |
| 1962-1963             | Komets de Fort Wayne         | 75     |
| 1963-1964             | Blades de Toledo             | 86     |
| 1964-1965             | Flags de Port Huron          | 91     |
| 1965-1966             | Mohawks de Muskegon          | 97     |
| 1966-1967             | Gems de Dayton               | 91     |
| 1967-1968             | Mohawks de Muskegon          | 98     |
| 1968-1969             | Gems de Dayton               | 91     |
| 1969-1970             | Mohawks de Muskegon          | 100    |
| 1970-1971             | Mohawks de Muskegon          | 91     |
| 1971-1972             | Mohawks de Muskegon          | 100    |
| 1972-1973             | Komets de Fort Wayne         | 99     |
| 1973-1974             | Capitols de Des Moines       | 96     |
| 1974-1975             | Mohawks de Muskegon          | 99     |
| 1975-1976             | Gems de Dayton               | 104    |
| 1976-1977             | Gears de Saginaw             | 91     |
| 1977-1978             | Komets de Fort Wayne         | 97     |
| 1978-1979             | Owls de Grand Rapids         | 109    |
| 1979-1980             | Wings de Kalamazoo           | 99     |
| 1980-1981             | Wings de Kalamazoo           | 114    |
| 1981-1982             | Goaldiggers de Toledo        | 111    |
| 1982-1983             | Goaldiggers de Toledo        | 113    |
| 1983-1984             | Komets de Fort Wayne         | 112    |
| 1984-1985             | Rivermen de Peoria           | 105    |
| 1985-1986             | Komets de Fort Wayne         | 112    |
| 1986-1987             | Komets de Fort Wayne         | 104    |
| 1987-1988             | Lumberjacks de Muskegon      | 126    |
| 1988-1989             | Lumberjacks de Muskegon      | 121    |
| 1989-1990             | Lumberjacks de Muskegon      | 116    |
| 1990-1991             | Rivermen de Peoria           | 121    |
| 1991-1992             | Blades de Kansas City        | 116    |
| 1992-1993             | Gulls de San Diego           | 132    |
| 1993-1994             | Thunder de Las Vegas         | 115    |
| 1994-1995             | Grizzlies de Denver          | 120    |
| 1995-1996             | Thunder de Las Vegas         | 122    |
| 1996-1997             | Vipers de Détroit            | 122    |
| 1997-1998             | Ice Dogs de Long Beach       | 115    |
| 1998-1999             | Aeros de Houston             | 121    |
| 1999-2000             | Wolves de Chicago            | 114    |
| 2000-2001             | Griffins de Grand Rapids     | 113    |